# 15. januar
15. januar je 15. dan leta v gregorijanskem koledarju. Ostaja še 350 dni (351 v prestopnih letih).

## Dogodki
- 1559 – Elizabeta I. postane angleška kraljica
- 1582 – Jam Zapoljski sporazum, s katerim je Rusija prepustila Livonijo in Estonijo Poljski
- 1759 – odprtje Britanskega muzeja
- 1831 – Victor Hugo dokonča roman Notredamski zvonar
- 1892 – James Naismith objavi pravila košarke
- 1919 – v veljavo vstopi novela Narodne vlade o 8-urnem delovniku
- 1942 – začetek konference držav Latinske Amerike (razen Argentine in Čila)
- 1943 – Louis Adamič izroči ameriški vladi memorandum ameriških Slovencev o združeni Sloveniji
- 1944 – skupina G izvede sabotaže na elektično-komunikacijsko omrežje
- 1969:
  - Moamer Gadafi postane libijski predsednik vlade
  - izstrelitev sovjetskega plovila Sojuz 5 s človeško posadko
- 1971 – dokončan Asuanski jez
- 1992 – večina držav sveta prizna neodvisnost Slovenije in Hrvaške
- 1993 – Slovenija postane članica Mednarodnega denarnega sklada
- 2001 – Wikipedija začne delovati kot samostojen projekt

## Rojstva
- 1292 – Ivana II., burgundska grofica, francoska kraljica († 1330)
- 1622 – Jean-Baptiste Poquelin - Molière, francoski dramatik († 1673)
- 1725 – Pjotr Aleksandrovič Rumjancev-Zadunajski, ruski general († 1796)
- 1732 – Feliks Dev, slovenski pesnik († 1786)
- 1791 – Franz Grillparzer, avstrijski dramatik († 1872)
- 1795 – Aleksander Sergejevič Gribojedov, ruski dramatik († 1829)
- 1809 – Pierre-Joseph Proudhon, francoski ekonomist, filozof († 1865)
- 1826 – Mihail Saltikov-Ščedrin, ruski pisatelj, satirik († 1889)
- 1850 – Mihai Eminescu, romunski pesnik († 1889)
- 1850 – Sofja Vasiljevna Kovalevska, ruska matematičarka († 1891)
- 1861 – Henry Livingstone Sulman, angleški metalurg († 1940)
- 1882 – Princesa Margareta Connaughtska, prva žena švedskega kralja Gustava VI. Adolfa († 1920)
- 1884 – Josip Vandot, slovenski pisatelj († 1944)
- 1905 – Lev Genrihovič Šnireljman, ruski matematik († 1938)
- 1906 – Aristoteles Sokrates Homer Onassis, grški ladjar († 1975)
- 1908 – Edward Teller, ameriški fizik madžarskega rodu († 2003)
- 1918 – Gamal Abdel Naser, egiptovski predsednik († 1970)
- 1919 – Mladen Delić, hrvaški športni novinar († 2005)
- 1929 – častiti Martin Luther King mlajši, ameriški baptistični duhovnik, borec za državljanske pravice, nobelovec 1964 († 1968)
- 1958 – Boris Tadić, srbski politik
- 1975 – Sophie Wilmès, belgijska političarka
- 1976 – Drago Grubelnik, slovenski alpski smučar († 2015)
- 1988 – Skrillex, rojen kot Sonny Moore, ameriški DJ in producent
- 1991 – Marc Bartra, nogometaš španskega kluba FC Barcelona

## Smrti
- 1208 – Peter iz Castelnauja, cistercijanski menih, papeški legat
- 1595 – Murat III., turški sultan (* 1546)
- 1919:
  - Karl Liebknecht, nemški socialist (* 1871)
  - Rosa Luxemburg, poljsko-nemška socialistka judovskega rodu (* 1871)
- 1919 –  Jérôme Eugène Coggia, francoski astronom (* 1849)
- 1950 – Alma Maksimiljana Karlin, slovenska popotnica, pisateljica, pesnica (* 1889)
- 1955 – Raymond Georges Yves Tanguy, francosko-ameriški slikar (* 1900)
- 1960 – Ivanka Anžič Klemenčič, prva slovenska poklicna novinarka (* 1876)
- 1983 – Maier Suchowljansky - Meyer Lansky, ameriški gangster judovskega rodu (* 1902)
- 1993 – Sammy Cahn, ameriški skladatelj (* 1913)

## Prazniki in obredi
- Severna Koreja: Dan pisave hangul

## Goduje
- sveti Pavel iz Teb
- sveti Janez Kalibit
- sveti Maver